# Мейсвілл (Арканзас)
Мейсвілл (англ. Maysville) — переписна місцевість (CDP) в США, в окрузі Бентон штату Арканзас. Населення — 117 осіб (2020).

## Географія
Мейсвілл розташований за координатами 36°24′7″ пн. ш. 94°35′20″ зх. д. / 36.40194° пн. ш. 94.58889° зх. д. (36.401907, -94.588871).  За даними Бюро перепису населення США в 2010 році переписна місцевість мала площу 6,05 км², уся площа — суходіл.

## Демографія
Згідно з переписом 2010 року, у переписній місцевості мешкало 130 осіб у 49 домогосподарствах у складі 43 родин. Густота населення становила 21 особа/км².  Було 62 помешкання (10/км²). 
Расовий склад населення:
| - 82,3 % — білих - 5,4 % — корінних американців - 1,5 % — азіатів - 1,5 % — осіб інших рас |

До двох чи більше рас належало 9,2 %. Іспаномовні складали 1,5 % від усіх жителів.
За віковим діапазоном населення розподілялося таким чином: 28,5 % — особи молодші 18 років, 62,3 % — особи у віці 18—64 років, 9,2 % — особи у віці 65 років та старші. Медіана віку мешканця становила 40,0 року. На 100 осіб жіночої статі у переписній місцевості припадало 94,0 чоловіків;  на 100 жінок у віці від 18 років та старших — 111,4 чоловіків також старших 18 років.
Цивільне працевлаштоване населення становило 34 особи. Основні галузі зайнятості: сільське господарство, лісництво, риболовля — 76,5 %, роздрібна торгівля — 23,5 %.